# Santa María Tonameca
Santa María Tonameca är en kommun i Mexiko.   Den ligger i delstaten Oaxaca, i den sydöstra delen av landet, 500 km sydost om huvudstaden Mexico City.
Följande samhällen finns i Santa María Tonameca:
- San Juanito o la Botija
- San Isidro del Palmar
- San Antonio
- Las Pilas
- Rincón Alegre
- Escobilla
- La Reforma
- El Venado
- San Juan Piedras Negras
- Rincón Bonito
- San Isidro
- Arroyo Tres
- Charco de Agua
- El Zapote
- La Rivera
- Tilzapote
- San Agustinillo
- La Florida
- El Paraíso
- Guapinole
- Paso Ocote
- Cerro la Cruz
- Cuarto
- Los Ciruelos
- Soluta
- Llano Grande
- Villa Unión
- El Samaritan Tonameca
- La Oscurana
- El Limón
- Paso Lagarto
- Agostadero
- Piedra Sepultura Miramar
- San José
- Tierra Nueva
- El Popoyote
- Paso Zanate
- Frutilla
- Piedra Ancha
- Vainilla Tonameca
- El Trapiche
- La Laguna del Palmar
- Yonguina
- Agua Blanca
- Arroyo Arena
- La Anona